# UFC Fight Night: dos Anjos vs. Ferguson
UFC Fight Night: dos Anjos vs. Ferguson (también conocido como UFC Fight Night 98) fue un evento de artes marciales mixtas organizado por Ultimate Fighting Championship. Se llevó a cabo el 5 de noviembre de 2016 en el Arena Ciudad de México, en Ciudad de México, México.

## Historia
En el combate estelar Rafael dos Anjos y Tony Ferguson tuvieron una pelea en la categoría de peso ligero. Por su parte, Diego Sánchez y Marcin Held se enfrentaron en la pelea coestelar.